# Vladislav Kozelský
Vladislav Kozelský (polsky Władysław bytomski;† 1351/1352?) byl kníže kozelský, bytomský, z rodu slezských Piastovců.
Byl synem bytomsko-kozelského knížete Kazimíra II. a jeho choti Heleny. Dne 19. února 1327 složil s Leškem Ratibořským v Opavě lenní slib českému králi Janovi Lucemburskému.